# Robbie Earle
Robert Fitzgerald Earle, couramment appelé Robbie Earle, est un footballeur jamaïcain né le 27 janvier 1965 à Newcastle-under-Lyme (Angleterre). Il évoluait au poste de milieu de terrain.

## Biographie
Earle reste comme le premier buteur jamaïcain en phase finale de Coupe du monde de football en égalisant d'une tête puissante sur un centre de Paul Hall contre la Croatie lors du premier tour de la Coupe du monde de football 1998.
Milieu de terrain offensif, Earle est formé à Stoke City Football Club avant de signer chez les rivaux locaux de Port Vale, où il commence sa carrière professionnelle en 1982. Il joue 343 matchs avec les Valiants et marque 90 buts.
En juillet 1991, il est transféré à Wimbledon pour un montant de £775 000 et s'impose rapidement comme un titulaire indiscutable de l'équipe.
Sa carrière est stoppée en 2000 après un violent choc lors d'un match. Depuis sa retraite sportive, Robbie travaille dans le journalisme sportif.
Robbie Earle reçoit l'ordre de l'Empire britannique (membre) en 1999 pour « services rendus au football ». Il est également un membre actif de la lutte contre le racisme dans le football anglais.

## Carrière
- 1982-1991 : Port Vale FC  Angleterre
- 1991-2000 : Wimbledon FC  Angleterre

## Sélections
- 33 sélections et 8 buts en équipe de Jamaïque entre 1997-2000